# Rob Ramsay
Robert James Ramsay (* 2. September 1986 in Toronto, Ontario) ist ein kanadischer Schauspieler.

## Leben
Ramsay wuchs in Toronto und Saint John, New Brunswick, auf.  In seiner Jugend spielte er in zahlreichen Theaterstücken mit; außerdem war er als Spieler in verschiedenen Football-Teams aktiv. Über einen Casting Director, der junge Footballspieler für einen Film suchte, erhielt er seine erste kleine Filmrolle als Football-Spieler in der kanadisch-britischen Filmkomödie It’s a Boy Girl Thing. Am Filmset wurde Ramsay von dem Regisseur des Films angesprochen, der ihn dann in seiner ersten „richtigen Filmrolle“ besetzte.
Ramsay studierte nach der High School an der Acadia University. Gleichzeitig spielte er in amerikanischen Disney-Fernsehserie Aaron Stone, wo er den großen, bulligen Percy Budnick verkörperte, der auf die junge hübsche Emma, eine der Hauptfiguren der Serie, steht. Weitere Rollen hatte er in der kanadischen Mockumentary-Webserie Pure Pwnage und in The Jon Dore Show, die auf Comedy Network lief.
2010 schloss Ramsay als Jahrgangsbester an der Acadia University ab. Er begann dann ein Schauspielstudium an der New School of Drama in New York City. Dieses gab er jedoch auf, nachdem er für die Rolle des Donnie Schrab, des liebenswürdigen Center (Offence-Lineman), in der Football-Comedyserie Blue Mountain State besetzt wurde. Dort gehörte er zur wiederkehrenden Serienbesetzung.
2011 spielte Ramsay die Hauptrolle in dem Kurzfilm Patch Town, einer satirischen, schwarzen Komödie. Der Film lief mit Erfolg u. a. beim Toronto International Film Festival, wo er seine Premiere hatte, bei den Internationalen Filmfestspielen von Cannes und beim Palm Springs International Film Festival. 2013 entstand mit derselben Geschichte als Grundlage auch ein Spielfilm, der 2014 veröffentlicht wurde.
In der französisch-kanadischen Serie XIII – Die Verschwörung (2012) spielte Ramsay die Rolle von Barnabis, einen genialen Computerfreak, der Comics liebt. In der US-amerikanischen Science-Fiction-Serie Die Thundermans hatte er eine wiederkehrende Nebenrolle als Jay Jay.
2014 sammelten Ramsay und die Besetzung von Blue Mountain State auf der US-amerikanischen Crowdfunding-Plattform Kickstarter insgesamt 1,9 Millionen Dollar für die Produktion des Spielfilms Blue Mountain State: The Rise of Thadland.

## Filmografie
- 2006: It’s a Boy Girl Thing (Kinofilm)
- 2009–2010: Aaron Stone
- 2010: Pure Pwnage
- 2010–2011: Blue Mountain State
- 2011: Patch Town (Kurzfilm)
- 2011: Cell 213 (Kinofilm)
- 2012: XIII – Die Verschwörung
- 2014: Patch Town (Spielfilm)
- 2014–2015: Die Thundermans
- 2017, 2019: Anne with an E (Fernsehserie, 2 Folgen)
- 2018: Private Eyes (Fernsehserie, 1 Folge)
- 2019: Es Kapitel 2
- 2019: What We Do in the Shadows (Fernsehserie, 1 Folge)
- 2021: In the Dark (Fernsehserie, 1 Folge)
- 2021: Good Witch (Fernsehserie, 1 Folge)